# 兵庫縣立大學
兵庫縣立大學（日语：／ Hyōgo kenritsu daigaku）是一所主校區位於日本兵庫縣神戶市的公立大學，2004年由神戶商科大學、姬路工業大學、兵庫縣立看護大學合併而成。除去神戶市外，現在姬路市、赤穗郡、明石市和淡路市還有數個校區。

## 校園
- 神戶商科（神戶市西区）
- 神戶情報科學（神戶市中央区）
- 姬路工學（姬路市）
- 播磨理學（赤穗郡）
- 姬路環境人間（姬路市）
- 明石看護（明石市）
- 淡路緑景觀（淡路市）

## 學部
- 經濟學部
- 經營學部
- 工學部
- 理學部
- 環境人間學部
- 看護學部

## 知名校友
- 井上明久 - 金屬學家，第20屆日本東北大學總長（姬工大畢業）
- 大石昌良-日本創作歌手

## 外部連結
- 兵庫県立大学公式サイト （页面存档备份，存于）